# Stazione di Civitavecchia-Viale della Vittoria
La stazione di Civitavecchia-Viale della Vittoria era una fermata ferroviaria posta lungo la linea Civitavecchia-Civitavecchia Marittima era situata all'altezza della stazione Centrale.

## Storia
La fermata venne inaugurata il 1949, continuò il suo esercizio fino al 29 gennaio 2000. Essa comprendeva una banchina ubicato sulla sinistra della ferrovia e dal solo binario di circolazione.
A causa dell'aumento del traffico automobilistico e ferroviario, la convivenza divenne sempre più difficile, con gravi ripercussioni sul normale esercizio dei treni. Nel 2000 venne aperto il nuovo raccordo all'altezza dei moli più a nord del porto, di conseguenza la fermata venne dismessa e in seguito smantellata.

## Movimento
Fino al 29 gennaio 2000 venivano effettuate corse per Roma Termini in coincidenza con i traghetti provenienti da Olbia e da Golfo Aranci.
In questa fermata fermavano i treni diretti a Roma.